# Robert Hock
Robert Hock (* 12. Januar 1973 in Šternberk, Tschechoslowakei) ist ein ehemaliger deutsch-tschechischer Eishockeyspieler, der über viele Jahre in der Deutschen Eishockey Liga (DEL) spielte, insbesondere für die Iserlohn Roosters und zudem 24 Mal für die Deutsche Eishockeynationalmannschaft auflief.

## Karriere

### Anfänge in der Bundesliga; Wechsel in die DEL (1990–2006)
Robert Hock begann seine Eishockey-Karriere 1990 beim SC Riessersee in der 2. Liga Süd. Nach der Saison, in welcher der Center schon 29 Scorerpunkte in 53 Spielen erzielt hatte, wurde der Linksschütze in die Jugendnationalmannschaft Deutschlands berufen. Außerdem verpflichteten ihn der Bundesligist Sportbund Rosenheim, wo er in seiner Rookie-Saison neun Tore erzielte.
Nachdem sich die Starbulls in die 2. Bundesliga zurückgezogen hatten, wurde der Deutsch-Tscheche von den Kölner Haien verpflichtet. Nach nur einer Spielzeit kehrte Hock jedoch nach Rosenheim zurück. Ab der Saison 1995/96 spielte er schließlich wieder für Riessersee in der Deutschen Eishockey Liga (DEL), wo er aufgrund der damals weniger strengen Ausländerregelung lediglich geringe Eiszeit erhielt. Anschließend wechselte Hock zur Saison 1996/97 zurück in die zweithöchste Spielklasse, wo er drei Jahre lang für den Heilbronner EC auf dem Eis stand.
Zur Saison 1999/2000 wurde der Angreifer von den Revierlöwen Oberhausen in die DEL zurückgeholt, ehe er in der Spielzeit 2001/2002 erneut für die Kölner Haie auflief. Nach einer wenig erfolgreichen Saison in Köln konnte Hock nach seinem Wechsel zu den Adler Mannheim in der Saison 2003/04 mit insgesamt 40 Scorerpunkten an seine früheren Leistungen in Oberhausen anknüpfen. Danach stand der Mittelstürmer zwei Jahre bei den Hannover Scorpions unter Vertrag und steigerte seine Statistik jedes Mal um fünf Punkte und wurde schließlich in der Saison 2005/06 nach Daniel Kreutzer zweitbester deutscher Scorer innerhalb der Liga.

### Aufstieg zum Topscorer in der DEL bei den Iserlohn Roosters (2006–2013)
Etwas überraschend wechselte Hock, dem aufgrund seiner Leistungen mehrere Angebote von finanzkräftigeren Klubs nachgesagt wurden, zur Saison 2006/07 zu den Iserlohn Roosters, wo er einen Zweijahresvertrag unterschrieb. Dort wurde der Offensivspieler in seinen ersten beiden Jahren jeweils Topscorer innerhalb der Liga und führte das Team ab der Saison 2007/08 auch als Kapitän auf das Eis, woraufhin sein Kontrakt im November 2007 um zwei weitere Jahre verlängert wurde.  Nach öffentlicher Kritik an seiner Nichtberücksichtigung in der Nationalmannschaft nominierte ihn Bundestrainer Uwe Krupp im Vorfeld der Weltmeisterschaft 2008 zu zwei Testländerspielen gegen Finnland, womit Hock nach mehreren Jahren Pause vor einem Comeback im DEB-Team stand. Anschließend wurde der Angreifer jedoch im Einvernehmen mit Krupp nicht für die WM nominiert, da die Frau des Deutsch-Tschechen ein Kind erwartete.
In der Saison 2008/09 konnte Hock den Titel des DEL-Topscorers aus der Vorsaison verteidigen, verpasste allerdings im Gegensatz zum Vorjahr mit den Roosters die Play-offs. Am 13. September 2009 erreichte er im Spiel gegen die Frankfurt Lions als erster Spieler die Marke von 600 Scorerpunkten. Im Dezember 2009 verlängerte er zusammen mit Michael Wolf, mit dem er über Jahre hinweg eine der erfolgreichsten Angriffsreihe der DEL bildete, seinen Vertrag.

„Die Iserlohn Roosters sind in den letzten vier Jahren meine sportliche Heimat geworden. Noch wichtiger aber ist, dass meine Familie und ich uns hier wohl- und gut aufgehoben fühlen. Mehr kann ich mir nicht wünschen.“

### Stationen in Heilbronn und Hannover (2013–2015)
Zur Saison 2013/14 kehrte Hock nach Heilbronn zurück und übernahm dort die Nachfolge von Luigi Calce im Amt des Mannschaftskapitäns, welches er bereits zuvor in Iserlohn zwischen 2009 und 2013 in insgesamt vier Spielzeiten ausübte. Im Anschluss an die Saison äußerte der Deutsch-Tscheche aufgrund einer anstehenden Schulteroperation zunächst Ungewissheit über die Fortführung seiner Karriere, ehe er sich im Januar 2015 schließlich dem EC Hannover Indians in der Oberliga-Nord anschloss.

### Rekorde in der DEL
Hock absolvierte in der DEL insgesamt 887 Partien, in denen er 248 Tore erzielen und 785 Scorerpunkte sammelte, womit er hinter Patrick Reimer (859), Daniel Pietta (808) und Daniel Kreutzer (797) auf Rang vier liegt (Stand: Ende der Hauptrunde 2024/25). Hock war mit 537 Assists bis zum 15. November 2024 der erfolgreichste Torvorbereiter der DEL-Historie, bis er von Daniel Pietta überboten wurde.
2018 wurde er aufgrund seiner herausragenden spielerischen Leistungen in die Hockey Hall of Fame Deutschland aufgenommen.

## Erfolge und Auszeichnungen
- DEL All-Star Game 2002, 2005, 2007, 2008, 2009
- Topscorer und meiste Assists der DEL-Saison 2007/08
- Meiste Assists der DEL-Saison 2008/09
- Aufnahme in die Hockey Hall of Fame Deutschland 2018[4]

## Karrierestatistik
1 angegeben sind Play-down-Werte

(Legende zur Spielerstatistik: Sp oder GP = absolvierte Spiele; T oder G = erzielte Tore; V oder A = erzielte Assists; Pkt oder Pts = erzielte Scorerpunkte; SM oder PIM = erhaltene Strafminuten; +/− = Plus/Minus-Bilanz; PP = erzielte Überzahltore; SH = erzielte Unterzahltore; GW = erzielte Siegtore; 1 Play-downs/Relegation; Kursiv: Statistik nicht vollständig)